# Porte de Brandebourg (Potsdam)
Pour les articles homonymes, voir Porte de Brandebourg (homonymie).
 (août 2022).
La porte de Brandebourg est le nom d'un monument de Potsdam. Elle porte le même nom que la Porte de Brandebourg à Berlin. Une première porte a été construite par Frédéric-Guillaume Ier de Prusse en 1733; la construction a été remplacée par la porte actuelle en 1770 par Frédéric II.

## Situation
Elle se trouve à une des extrémités de la rue de Brandebourg qui s'étend en ligne droite jusqu'à l'église Saints-Pierre-et-Paul (de). C'est l'une des trois portes de la ville qui ont été conservées, les deux autres étant la Porte de Nauen et la Jägertor (de) (« porte des chasseurs »). 

## Histoire
La première porte de 1733 constituait la nouvelle entrée de la ville après son agrandissement. Mais vers la fin de la guerre de Sept Ans, Frédéric le Grand fit démolir cette porte, pour en construire une nouvelle baptisée porte de Brandebourg, en signe de victoire. C'est pour cette raison que la porte actuelle elle reprend la forme des arcs de triomphe de la Rome antique. 

## Architecture
Construite en style néo-classique, elle est due à deux architectes qui travaillèrent chacun le dessin d'une des façades principales: la façade orientée vers la ville (image de l'infobox) est due à Carl von Gontard, et celle qui donne sur l'extérieur de la ville (« côté champs ») à son élève Georg Christian Unger. C'est l'arc de Constantin à Rome qui servit de modèle. L'influence romaine dans le style architectural se reconnaît entre autres dans l'emploi de colonnes jumelées d'ordre corinthien.   
Gontard a conçu le côté ville comme une façade plane, encadrée par pilastres composites géminés à l'extérieur, tandis que l'arc principal est entouré par deux pilastres. Unger, lui, a conçu le côté campagne en s'inspirant de l'arc de Constantin, avec des colonnes jumelées également d'ordre composite et un entablement qui s'avance et recule. et différents motifs ornementaux.  
Les deux passages latéraux pour piétons n'ont été ajoutés qu'en 1843 sous Frédéric-Guillaume IV, afin de répondre à l'augmentation du nombre de passages.  

## Notes et références

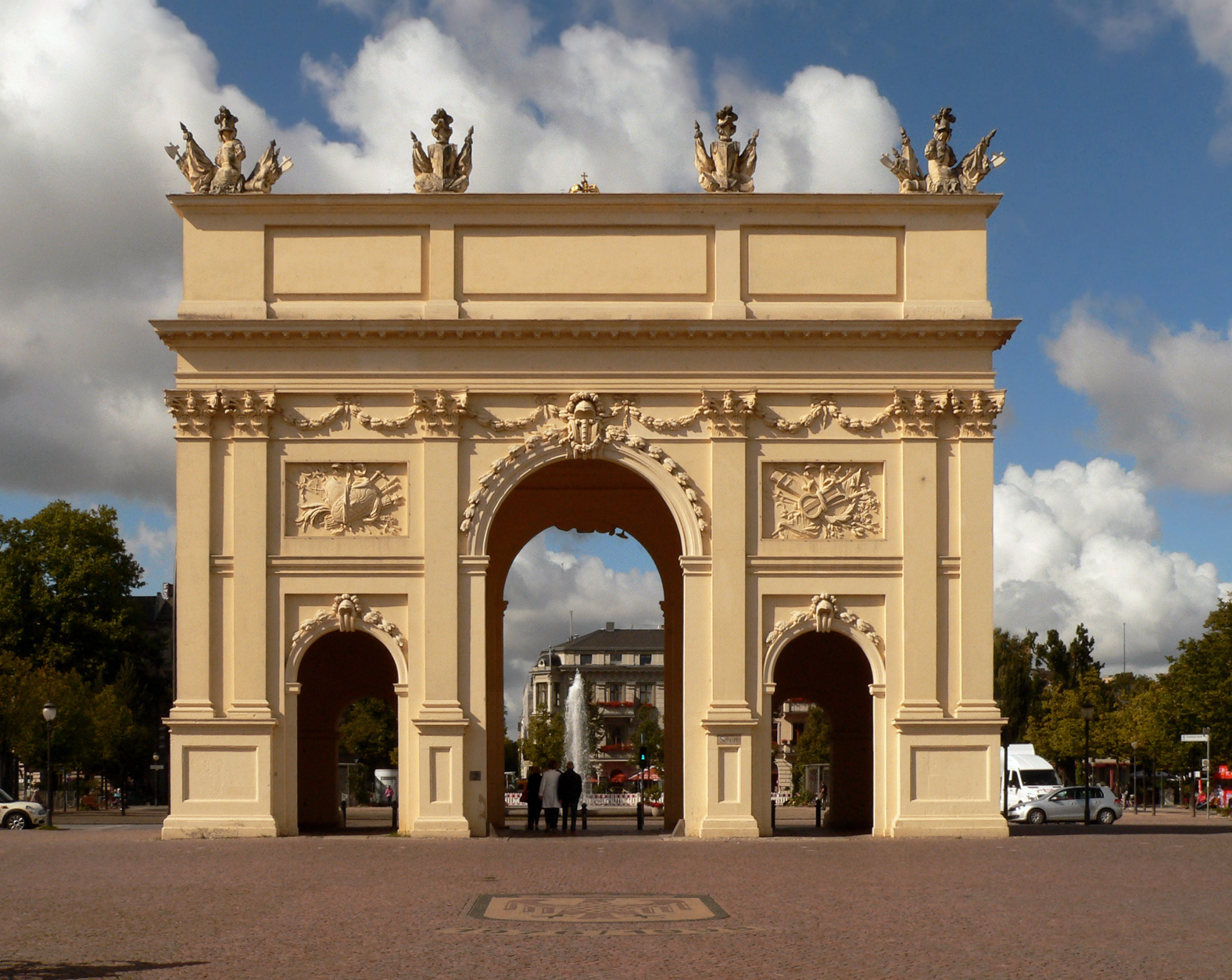
Porte de Brandebourg, côté ville. Architecte Carl von Gontard.